# Blaincourt-lès-Précy
Blaincourt-lès-Précy är en kommun i departementet Oise i regionen Hauts-de-France i norra Frankrike. Kommunen ligger i kantonen Montataire som tillhör arrondissementet Senlis. År 2022 hade Blaincourt-lès-Précy 1 187 invånare.

## Befolkningsutveckling
Antalet invånare i kommunen Blaincourt-lès-Précy
| Referens: INSEE |